# Bór (Skarżysko-Kamienna)
Bór – osiedle administracyjne i część miasta Skarżyska-Kamiennej, usytuowane w południowo-zachodniej części miasta. Osiedle ma charakter rezydencjonalny; dominuje zabudowa jednorodzinna; wyjątek stanowią dwa bloki mieszkalne przy ul. Partyzantów.
Przez lasy okalające osiedle od strony zachodniej i południowej przebiega  żółty szlak turystyczny, a na jego trasie znajduje się zbiorowa mogiła Polaków rozstrzelanych przez Niemców podczas II wojny światowej.

## Zasięg terytorialny
Osiedle Bór obejmuje swoim zasięgiem następujące ulice:

- 17 Stycznia
- Dębowa
- Dygasińskiego
- Dzielna
- Harcerska (daw. Hanki Sawickiej)
- Hubala
- Iglasta
- Jodłowa
- Nowa
- Orzeszkowej
- Partyzantów
- Sosnowa
- Świerkowa
- Walecznych
- Wojska Polskiego (droga krajowa nr 42)
- Wrzosowa
- Zbrojna
- Zwycięzców

## Instytucje
- Zespół Placówek Oświatowych – ul. Zwycięzców 13
  - Szkoła Podstawowa nr 2
  - Przedszkole Publiczne nr 3
- Agencja Pocztowa – ul. Zwycięzców 5
- Stowarzyszenie "Nasz Bór"
- Delikatesy Almark - ul. Zwycięzców 1a
- Karczma u Edzia - ul. Zwycięzców 1c